# Pierwszy rząd Fouada Siniory
Pierwszy rząd Fouada Siniory – rząd Republiki Libańskiej, istniejący od 19 lipca 2005 do 11 lipca 2008.

## Powstanie
W maju i czerwcu 2005 roku odbyły się wyborach parlamentarnych, które były uwieńczeniem  cedrowej rewolucji. Zwyciężył w nich tzw. Sojusz 14 Marca, antysyryjska koalicja, zdobywając 72 ze 128 mandatów, po czym premierem został mianowany Fouad Siniora ze Strumienia Przyszłości. Nowy rząd powstał 19 lipca 2005 r., po 18 dnia negocjacji. Gabinet liczył 24 ministrów, w tym 3 przedstawicieli prezydenta i 5 z Sojuszu 8 Marca, resztę stanowiły osoby związane z Sojuszem 14 Marca.

## Kryzys rządowy
W 2005 roku doszło do serii niewyjaśnionych morderstw znanych antysyryjskich polityków i intelektualistów: Samira Kassira, George’a Hawiego oraz  Gebrana Tueniego. Natomiast w listopadzie 2006 roku zastrzelono Pierre’a Amina Dżemajela, ministra przemysłu. W następnych trzech latach w zamachach bombowych  zginęli antysyryjscy deputowani Walid Eido i Antoine Ghanem oraz druzyjski polityk Saleh al-Aridi.
W lipcu 2006 roku Hezbollah sprowokował interwencję zbrojną Izraela. Doszło wówczas do miesięcznej wojny, która spowodował ogromne zniszczenia infrastruktury Libanu oraz śmierć prawie 2 tys. Libańczyków.
1 grudnia 2006 roku kilkaset tysięcy osób wzięło udział w Bejrucie w zorganizowanej przez Hezbollah i Wolny Ruch Patriotyczny demonstracji przeciw rządowi Siniory, a w styczniu 2007 roku opozycja przeprowadził dużą akcję strajkową w wielu miastach libańskich, podczas której w starciach z siłami bezpieczeństwa zginęły 3 osoby, a ponad 130 zostało rannych. 11 listopada 2006 roku gabinet jedności narodowej opuścili ministrowie opozycji.
Sytuacja pogorszyła się w listopadzie 2007 r., gdy dobiegła końca kadencja prosyryjskiego prezydenta Emila Lahuda, a liczne próby wyłonienia głowy państwa przez Zgromadzenie Narodowe kończyły się fiaskiem.
7 maja 2008 roku wybuchły najkrwawsze starcia w Libanie od zakończenia wojny domowej. Powodem konfliktu była decyzja rządu o likwidacji sieci telekomunikacyjnej Hezbollahu i pozbawieniu stanowiska powiązanego z tą partią szefa bezpieczeństwa portu lotniczego w Bejrucie. W ciągu kilku dni bojówki Hezbollahu pokonały zwolenników rządu i służby bezpieczeństwa, wymuszając odwołanie wcześniejszych decyzji. Bilans ofiar walk ulicznych wyniósł ponad 80 zabitych.
21 maja 2008 roku skonfliktowane frakcje libańskie osiągnęły porozumienie dotyczące zakończenia przewlekłego kryzysu politycznego poprzez utworzenie rządu jedności narodowej i wybór Michela Sulaimana na prezydenta.

## Skład
| Stanowisko                                | Imię i nazwisko                                    | Wyznanie             | Powiązania                    |
| Premier                                   | Fouad Siniora                                      | Sunnita              | Strumień Przyszłości          |
| Min. spraw wewnętrznych                   | Hassan Sabeh                                       | Sunnita              | Strumień Przyszłości          |
| Minister młodzieży i sportu               | Ahmad Fatfat                                       | Sunnita              | Strumień Przyszłości          |
| Minister edukacji                         | Chalid Kabbani                                     | Sunnita              | Strumień Przyszłości          |
| Min. robót publicznych i transportu       | Mohammad Safadi                                    | Sunnita              | Blok Trypolijski              |
| Min. zdrowia                              | Mohammad Dżawad Chalife (rezygnacja 11.11.2006 r.) | Szyita               | Amal                          |
| Min. rolnictwa                            | Talal Sahili (rezygnacja 11.11.2006 r.)            | Szyita               | Amal                          |
| Min. spraw zagranicznych                  | Fawzi Salloukh (rezygnacja 11.11.2006 r.)          | Szyita               | Hezbollah                     |
| Min. pracy                                | Trad Hamadeh (rezygnacja 11.11.2006 r.)            | Szyita               | Hezbollah                     |
| Min. energii i wody                       | Mohammed Fneisz (rezygnacja 11.11.2006 r.)         | Szyita               | Hezbollah                     |
| Min. informacji                           | Ghazi al-Aridi                                     | Druz                 | Socjalistyczna Partia Postępu |
| Min. telekomunikacji                      | Marwan Hamadeh                                     | Druz                 | Socjalistyczna Partia Postępu |
| Min. sprawiedliwości                      | Charles Rizk                                       | Katolik-Maronita     | prezydent                     |
| Min. finansów                             | Jihad Azour                                        | Katolik-Maronita     | Strumień Przyszłości          |
| Min. przemysłu                            | Pierre Amin Dżemajel (zastrzelony 21.11.2006 r.)   | Katolik-Maronita     | Kataeb                        |
| Min. spraw socjalnych                     | Najla Moawad                                       | Katolik-Maronita     | Zgromadzenie Kurnet Szehwan   |
| Min. turystyki                            | Joseph Sarkis                                      | Katolik-Maronita     | Siły Libańskie                |
| Wicepremier i min. obrony                 | Elias Murr                                         | Prawosławny          | prezydent                     |
| Min. środowiska                           | Jakub Sarraf (rezygnacja 11.11.2006 r.)            | Prawosławny          | prezydent                     |
| Min kultury                               | Tarek Mitri                                        | Prawosławny          | niezależny, Sojusz 14 Marca   |
| Min. ds. uchodźców                        | Nehme Tohme                                        | Katolik-Melchita     | Socjalistyczna Partia Postępu |
| Sekretarz stanu                           | Michel Faraon                                      | Katolik-Melchita     | niezależny, Sojusz 14 Marca   |
| Sekretarz stanu ds. reformy administracji | Jean Ogassapian                                    | Prawosławny Ormianin | Strumień Przyszłości          |
| Min. ekonomii i handlu                    | Sami Haddad                                        | Protestant           | niezależny                    |